# ロック&キー
『ロック&キー』（原題: Locke & Key）は、2020年から2022年まで配信されたアメリカ合衆国のテレビドラマシリーズ。ジョー・ヒルとガブリエル・ロドリゲスによる同名グラフィックノベルを基に制作されたファンタジードラマ。出演はダービー・スタンチフィールド、コナー・ジェサップなど。2020年2月7日にNetflixオリジナル作品として全世界へ配信された。シーズン2が2021年10月に配信。シーズン3で完結することが2022年4月に発表され、同年8月10日に終了した。

## あらすじ
父親を殺された3人の子供たちは母ニーナと共にシアトルからマサチューセッツ州マセソンに越してくる。父親の実家に住み始めた子供たちは、不思議な力を解き放つ魔法の鍵を発見する。

## キャスト

### メイン
ニーナ・ロック
演 - ダービー・スタンチフィールド
日本語吹替 - 水瀬郁
タイラー・ロック
演 - コナー・ジェサップ
日本語吹替 - 泰勇気
キンジー・ロック
演 - エミリア・ジョーンズ
日本語吹替 - 古木海帆
ボード・ロック
演 - ジャクソン・ロバート・スコット
日本語吹替 - 真堂圭
スコット・カヴェンディッシュ
演 - ペトリス・ジョーンズ
日本語吹替 - 上住谷崇
ドッジ
演 - ライズラ・デ・オリヴェイラ
日本語吹替 - 田中理恵
ゲイブ
演 - グリフィン・グラック
日本語吹替 - 外崎友亮

### リカーリング
レンデル・ロック
演 - ビル・ヘック
日本語吹替 - 土田大
ダンカン・ロック
演 - アーロン・アシュモア
日本語吹替 - 井上剛
エリー・ウェドン
演 - シェリー・ソーム
日本語吹替 - 笹森亜希
サム・レッサー
演 - トーマス・ミッチェル・バーネット
日本語吹替 - 永井将貴
Javi
演 - ケビン・アルベス
ジャッキー・ヴェーダ
演 - ジュヌヴィエーヴ・ケーン
イーデン・ホーキンス
演 - ハレア・ジョーンズ
日本語吹替 - 長谷川暖
ブリンカーマーティン
演 - コルトン・スチュワート
ザディ・ウェルズ
演 - アーシャ・ブロムフィールド
ダグ・ブラゼル
演 - ジェシー・カマチョ
ローガン・キャロウェイ
演 - エリック・グレイズ
ルーカス・カラヴァッジョ
演 - フェリックス・マラード
日本語吹替 - 増元拓也
ジョー・リッジウェイ
演 - スティーヴン・ウィリアムズ
ルーファス・ウェドン
演 - コビー・バード

## エピソード
| 通算 話数 | タイトル                                   | 監督                   | 脚本                                    | 公開日       |
| --------- | ------------------------------------------ | ---------------------- | --------------------------------------- | ------------ |
| 1         | "マセソンへようこそ" "Welcome to Matheson" | Michael Morris         | ジョー・ヒル and Aron Eli Coleite       | 2020年2月7日 |
| 2         | "わな" "Trapper / Keeper"                  | Michael Morris         | Liz Phang                               | 2020年2月7日 |
| 3         | "ヘッドゲーム" "Head Games"                | Tim Southam            | Meredith Averill                        | 2020年2月7日 |
| 4         | "鍵の番人" "The Keepers of the Keys"       | Tim Southam            | Mackenzie Dohr                          | 2020年2月7日 |
| 5         | "家族の木" "Family Tree"                   | Mark Tonderai-Hodges   | Andres Fischer-Centeno                  | 2020年2月7日 |
| 6         | "黒い扉" "The Black Door"                  | Mark Tonderai-Hodges   | Brett Treacy & Dan Woodward             | 2020年2月7日 |
| 7         | "解剖" "Dissection"                        | Dawn Wilkinson         | Michael D. Fuller                       | 2020年2月7日 |
| 8         | "葛藤" "Ray of F**king Sunshine"           | Dawn Wilkinson         | Vanessa Rojas                           | 2020年2月7日 |
| 9         | "こだま" "Echoes"                          | ヴィンチェンゾ・ナタリ | Meredith Averill & Liz Phang            | 2020年2月7日 |
| 10        | "影の冠" "Crown of Shadows"                | ヴィンチェンゾ・ナタリ | カールトン・キューズ & Meredith Averill | 2020年2月7日 |

## 製作
本作は2010-11年にドリームワークス・テレビジョンと20世紀フォックス・テレビジョンによって、フォックス放送用に企画したものだった。パイロット版が2011年のサンディエゴ・コミコンで上映されたが、Foxから正式に発注されることはなかった。2014年のサンディエゴ・コミコンでは、ユニバーサル・ピクチャーズを通じて長編映画3部作が発表された。
2016年5月9日、IDWエンターテインメントが『ロック＆キー』のテレビシリーズ化を再び企画していることが報じられた。
2017年4月20日、HuluがIDWエンターテインメントにパイロットオーダーを出したことを発表した。しかし2018年3月27日には、Huluが製作を中止したと報じられた。
2018年5月29日、IDWエンターテインメントがNetflixと最終交渉中であることが報じられた。7月25日、Netflixが本作の製作を発表した。

## 評価

### 批評
本作は批評集積サイトのRotten Tomatoesに61件のレビューがあり、批評家支持率は66%、平均点は10点満点で6.58点となっている。また、Metacriticには19件のレビューがあり、加重平均値は62/100となっている。